# Muha
Muha es una comuna de la provincia de Buyumbura Mairie en Burundi. En agosto de 2008 tenía una población censada de 124 836 habitantes.
Se encuentra ubicada al oeste del país, junto a la orilla septentrional del lago Tanganica.